# Triplicane
Triplicane (en tamoul : திருவல்லிக்கேணி) est l'un des plus anciens quartiers de Madras, en Inde. Il est situé sur la côte du golfe du Bengale et à environ 0,5 km de Fort St George. L'altitude moyenne du quartier est de 14 mètres.
Avec Mylapore et les régions environnantes, Triplicane est historiquement beaucoup plus ancienne que la ville de Madras elle-même, avec une mention dans les documents dès la période Pallava,. Considéré comme l'une des quatre vieilles villes de la ville, le quartier est le premier village obtenu par les Anglais pour étendre la nouvelle ville de Madras, au-delà de son quartier White Town dans le Fort St. George.
Principalement une zone résidentielle, il abrite certaines des attractions touristiques de la ville, comme la Marina Beach, le temple Parthasarathy et plusieurs établissements commerciaux. Triplicane est également connu pour sa culture traditionnelle, qui est importante dans et autour des rues (connues sous le nom de mada veedhi en tamoul) et du temple Parthasarathy.